# Polygonum sericeum
Polygonum sericeum là một loài thực vật có hoa trong họ Rau răm. Loài này được Pall. ex Georgi miêu tả khoa học đầu tiên.